# كابياء بهلوانية
كابياء بهلوانية (الاسم العلمي:Kerodon acrobata) هي نوع من الحيوانات يتبع جنس كابياء صخرية من فصيلة الكابيائية.